# Скайлар Спенс
Райан Де Робертис (работает под псевдонимами Skylar Spence и Saint Pepsi) — американский композитор электронной музыки и певец.

## Биография
Райан вырос в Фармингвилле, в штате Нью-Йорк. Два года посещал Бостонский колледж, где изучал музыку.
Музыкальный проект «Saint Pepsi» начал в декабре 2012 года.
После выпуска своего девятого студийного альбома «Hit Vibes» в мае 2013 года отказался от имени «Saint Pepsi» из-за юридических угроз со стороны компании PepsiCo.
В июне 2014 года Saint Pepsi провёл тур с «Painted Palms», подписав контракт с «Carpark Records».
В 2015 году взял псевдоним «Skylar Spence» и выпустил дебютный альбом «Prom King».
В 2019 году с выпуском «Mannequin Challenge» вернулся к использованию имени «Saint Pepsi», которое использует для концертов и некоторых релизов и в настоящее время.

## Стиль
Де Робертис играет в стилях вейпорвейв, future funk, диско-поп, future pop, liquid disco, slow jam и gibber bogie и часто включает в свою музыку сэмплы из популярных песен (например, трек «Private Caller» в альбоме «Portals Summer II» содержит сэмплы из кавера 1983 года исполнителя Lustt на трек Сильвии Робинсон 1973 года «Pillow Talk») или саундтреков игр, например, Mario Kart 64.

## Отзывы
Журнал «The Fader» описывает его музыку «беспокойной, ностальгической и любопытной в плане звука».
В июле 2013 года музыкальный блог «Stereogum» назвал Saint Pepsi «группой, которую стоит посмотреть», указав, что ее музыка «увлекательная и веселая». «Pitchfork» высоко оценил релиз «Mr. Wondeful» — главный трек из EP «Gin City» 2014 года.

## Дискография

### В составе The Cold Napoleons
- 2012 — Adversaries

### Saint Pepsi

#### Альбомы
- 2012 — Laser Tag Zero
- 2013 — Triumph International
- 2013 — New Generation
- 2013 — World Tour
- 2013 — Empire Building
- 2013 — Late Night Delight
- 2013 — Studio 54
- 2013 — Winner’s Circle
- 2013 — Hit Vibes
- 2013 — Choice Cuts
- 2019 — Mannequin Challenge

#### EP (мини-альбомы)
- 2013 — Local Singles
- 2014 — Gin City

### Skylar Spence

#### Студийные альбомы
- 2015 — Prom King[8]

#### Синглы
- 2014 — «Fiona Coyne/Fall Harder»
- 2015 — «Polyvinyl 4-Track Singles Series, Vol. 2»
- 2015 — «Can’t You See»
- 2016 — «Faithfully»
- 2018 — «Carousel / Cry Wolf»

#### Миксы
- 2016 — Mysteryland
- 2020 — Alive 2020

### Amelia Airhorn

#### Микстейпы
- 2017 — The Knocks & Skylar Spence Present… Amelia Airhorn[9]

#### Синглы
- 2017 — «Miracle»
- 2017 — «New York is Red Hot»
- 2017 — «Street Performers Part. II»